# São José da Safira
São José da Safira este un oraș în Minas Gerais (MG), Brazilia.